# Orlando (Oklahoma)
Orlando és un poble dels Estats Units a l'estat d'Oklahoma. Segons el cens del 2000 tenia 201 habitants.

## Demografia
Segons el cens del 2000, Orlando tenia 201 habitants, 74 habitatges, i 52 famílies. La densitat de població era de 369,6 habitants per km².
Dels 74 habitatges en un 33,8% hi vivien nens de menys de 18 anys, en un 51,4% hi vivien parelles casades, en un 10,8% dones solteres, i en un 29,7% no eren unitats familiars. En el 25,7% dels habitatges hi vivien persones soles el 12,2% de les quals corresponia a persones de 65 anys o més que vivien soles. El nombre mitjà de persones vivint en cada habitatge era de 2,72 i el nombre mitjà de persones que vivien en cada família era de 3,29.
Per edats la població es repartia de la següent manera: un 29,9% tenia menys de 18 anys, un 11,9% entre 18 i 24, un 24,4% entre 25 i 44, un 22,4% de 45 a 60 i un 11,4% 65 anys o més.
L'edat mediana era de 32 anys. Per cada 100 dones de 18 o més anys hi havia 98,6 homes.
La renda mediana per habitatge era de 28.929 $ i la renda mediana per família de 35.625 $. Els homes tenien una renda mediana de 30.000 $ mentre que les dones 27.500 $. La renda per capita de la població era de 12.826 $. Entorn del 18% de les famílies i el 17,8% de la població estaven per davall del llindar de pobresa.

## Poblacions més properes
El següent diagrama mostra les poblacions més properes.